# Incenso (ebraismo)

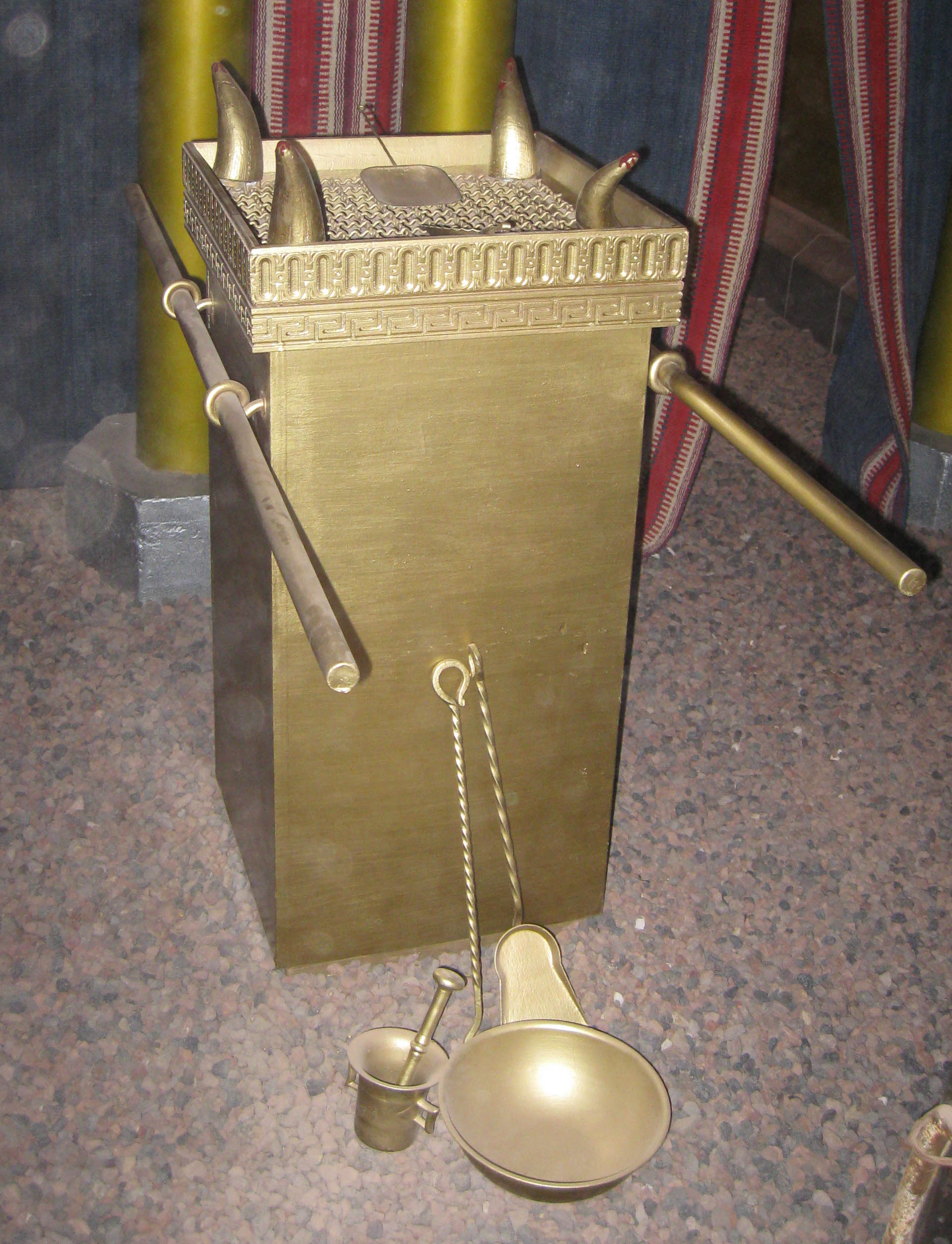
Modello dell'altare d'oro per la bruciatura dell'incenso

L‘offerta dell'incenso (in ebraico קְטֹרֶת‎? qetoreth) nell'ebraismo era connessa a offerte aromatiche fatte sull'altare dell'incenso ai tempi del tabernacolo e del Primo e Secondo Tempio, ed era un'importante componente della liturgia ebraica sacerdotale presso il tempio di Gerusalemme.

## Nella Bibbia ebraica
L'incenso sacro prescritto per l'uso nel tabernacolo del deserto era fatto di preziosi materiali a cui la congregazione contribuiva (Esodo 25:1,2,6, 35:4,5,8, 35:27-29). Il Libro dell'Esodo ne descrive la composizione:
L'altare dell'incenso era collocato alla fine del compartimento santo del tabernacolo, vicino alla tenda che lo divideva dal Santissimo. (Esodo 30:1;37:25;40:5,26,27) Secondo i Libri delle Cronache, esisteva anche un simile altare dell'incenso nel Tempio di Salomone a Gerusalemme (1 Cronache 28:18 e 2 Cronache 2:4). Ogni mattina e sera l'incenso sacro veniva bruciato (Esodo 30:7,8; 2 Cronache 13:11) e una volta all'anno, nel Giorno dell'Espiazione (Yom Kippur) i carboni ardenti erano posti in un turibolo o braciere, insieme a due manciate d'incenso, nel Santo dei Santi (Qodesh haQodashim), dove l'incenso veniva lasciato fumare davanti allo stallo della misericordia dell'Arca dell'Alleanza (Levitico 16:12,13).
Il Libro dell'Esodo elenca quattro componenti dell'incenso mentre il Talmud elenca altri sette componenti aggiuntivi estratti dalla Torah Orale. I quattro componenti del Libro dell'Esodo sono:
- stacte (נָטָף nataf)
- onice/onycha (שְׁחֵלֶת shekheleth)
- galbano (חֶלְבְּנָה khelbanah)
- franchincenso puro (לְבוֹנָה זָךְ levonah zach)

Tali componenti sono tuttora studiati e non sono del tutto certi. La "stacte" viene variamente descritta come l'estratto della porzione trasparente della resina mirra che trasuda spontaneamente dall'albero, o un balsamo da un albero come l'opobalsamum o styrax ("storace"). L'onice (onycha), che in greco significa “unghia” viene variamente descritta come una "conchiglia profumata" , un opercolo di una conchiglia che si trova nel Mar Rosso (che si dice somigli ad un'unghia di dita); o la trasudazione della pianta cistacea chiamata labdanum (i cui petali pare somiglino ad unghie); o lo styrax benzoin, il bdellio, o anche i chiodi di garofano. Il galbano di solito si considera essere la Ferula galbaniflua. Viene inoltre considerata una varietà più leggera del Levante o forse anche un parente stretto della Ferula galbaniflua chiamato "narthex" (o finocchio gigante). Il franchincenso puro è una resina aromatica ricavata da alcune specie del genere Boswellia.

## Nel Giudaismo ellenico
Flavio Giuseppe cita l'incenso e descrive tredici ingredienti.

## Nel Talmud
I rabbini del Talmud ampliarono la descrizione della composizione dell'incenso dai 4 ingredienti della Bibbia ebraica a 11 ingredienti, come segue:
Rabbi Shimon ben Gamliel dice: La stacte non è altro che la linfa che gocciola dai rami dell'albero di balsamo. Perché veniva portata la Carshina liscivia? Per perfezionare la conchiglia odorosa (onycha), che fosse piacevole. Perché si portava il vino di Cipro? Per macerare la conchiglia odorosa, che diventasse pungente; mentre l'urina (מי רגליים -mei raglaiim) era più adatta a ciò, tuttavia non si portava urina nel Tempio in segno di rispetto.»
Secondo il Talmud, la Casa di Avtinas era responsabile per la preparazione dell'incenso qetoret ai tempi del Secondo Tempio.

## Derivazioni nel cristianesimo
Il Nuovo Testamento riporta diversi riferimenti tipologici per l'incenso, compreso un riferimento cristologico ai carboni dell'altare dell'incenso portati dietro il velo del Tempio nel Giorno dell'espiazione (Ebrei 9:34), e un riferimento alle preghiere dei credenti sotto forma di incenso (Apocalisse 8:4: "E dalla mano dell'angelo il fumo degli aromi salì davanti a Dio, insieme con le preghiere dei santi.") Nella successiva tipologia cristiana il fumo dell'incenso nel tabernacolo in genere significa l'offerta di preghiera. Tutto questo venne poi sviluppato nell'arte medievale cristiana. Incenso, turibolo e aspersori verranno comunque introdotti nella liturgia cristiana, quali oggetti sacri nelle varie funzioni che a tutt'oggi vengono celebrate.

## Bibliografia

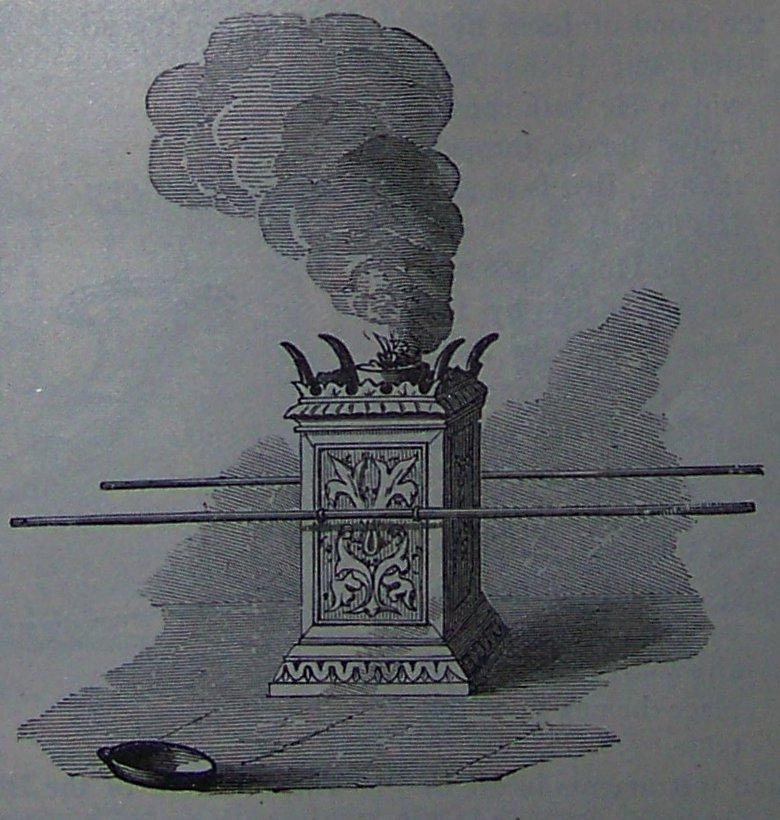
Incenso ardente sull'altare